# IEC 62196
Lo IEC 62196 è uno standard internazionale che definisce i tipi di connettore per i veicoli elettrici. È sviluppato dalla Commissione elettrotecnica internazionale (IEC).
È basato sullo standard IEC 61851, che definisce le caratteristiche generali dei sistemi di ricarica, tra cui le modalità di ricarica e connessione e i requisiti per le specifiche implementazioni, inclusi quelli di sicurezza.
Lo IEC 62196 è formato da tre parti:
- Parte 1: Requisiti generali (IEC-62196-1)
- Parte 2: Requisiti dimensionali di compatibilità e interscambiabilità per i connettori in corrente alternata (IEC-62196-2)
- Parte 3: Requisiti dimensionali di compatibilità e interscambiabilità per i connettori in corrente continua e i convertitori AC/DC (IEC-62196-3)

Ogni connettore include un segnale di controllo che consente non solo di controllare lo stato della carica, ma anche di consentire al veicolo di unrsi ad una rete di veicoli elettrici. Tutti i connettori possono essere convertiti con l'uso di adattatori passivi, ma non sempre le modalità di ricarica vengono conservati correttamente.
I seguenti standard sono stati incorporati nello IEC 62196:
- SAE J1772, conosciuto come connettore Yazaki, utilizzato in America settentrionale e Giappone;
- VDE-AR-E 2623-2-2, conosciuto come connettore Mennekes, utilizzato in Unione Europea, Australia, Cina e molti altri paesi nel mondo;
- EV Plug Alliance, conosciuto come connettore Scame, utilizzato in Italia e Francia su veicoli leggeri come quadricicli e scooter ;
- JEVS G105-1993, conosciuto come connettore CHAdeMO, originario del Giappone ad oggi sostituito dal CCS Combo 2.

## Cronologia delle versioni dello standard
| Parte       | Versione | Data di pubblicazione |
| ----------- | -------- | --------------------- |
| IEC-62196-1 | 1.0      | 28 aprile 2003        |
| IEC-62196-1 | 2.0      | 13 ottobre 2011       |
| IEC-62196-1 | 3.0      | 19 giugno 2014        |
| IEC-62196-2 | 1.0      | 13 ottobre 2011       |
| IEC-62196-2 | 2.0      | 18 febbraio 2016      |
| IEC-62196-3 | 1.0      | 19 giugno 2014        |

## Modalità di carica
Lo IEC 62196-1 è applicabile a spine, prese, connettori, ingressi e cavi dei sistemi di ricarica dei veicoli elettrici per conduzione che incorporano sistemi di controllo e il cui voltaggio operativo non sia superiore a:
- 690 V AC 50-60 Hz con corrente non superiore a 250 A;
- 600 V DC con corrente non superiore a 400 A.

Lo IEC 62196-1 utilizza 4 modi di ricarica, definiti dallo standard IEC 61851-1, per ciascuno dei quali sono indicate le caratteristiche elettriche e le modalità di protezione e di utilizzo.

### Modo 1
Il Modo 1 è una connessione diretta passiva tra il veicolo e la linea di alimentazione, a 250 V monofase o 480 V trifase, comprensiva di terra e con corrente massima di 16 A. Questo tipo di connessione non possiede contatti di controllo. Per la protezione elettrica, il sistema di ricarica deve fornire la terra per il veicolo ed includere un sistema di protezione in caso di malfunzionamento della messa a terra.
In alcuni paesi, tra cui gli Stati Uniti, il Modo 1 è proibito in quanto la messa a terra non è presente in tutte le utenze domestiche.

### Modo 2
Il Modo 2 è una connessione diretta semiattiva tra il veicolo e la linea di alimentazione, a 250 V monofase o 480 V trifase, comprensiva di terra e con corrente massima di 32 A. Vi è una connessione diretta attiva tra la linea di alimentazione e il sistema di ricarica del veicolo, che deve fare parte o trovarsi a meno di 0,3 metri dalla presa di alimentazione in corrente alternata; tra il sistema di ricarica e il veicolo stesso c'è una connessione attiva, con un sistema di controllo dei componenti passivi. Il sistema di ricarica fornisce la messa a terra e un sistema di protezione in caso di suo malfunzionamento, protezione contro sovracorrente ed eccessiva temperatura e un sistema di spegnimento a seconda della potenza richiesta per la carica.

### Modo 3
Il Modo 3 è una connessione attiva tra il veicolo e il sistema di ricarica, a 250 V monofase o 480 V trifase, comprensiva di terra e sistema di controllo. Deve inoltre avere un cavo di collegamento con alcuni conduttori extra adatto ad una corrente massima di 250 A oppure un cavo compatibile con il Modo 2 adatto ad una corrente massima di 32 A. La tensione di carica non è attiva di default ma richiede l'attivazione attraverso il sistema di controllo.
Il cavo di comunicazione tra l'elettronica del veicolo e la stazione di ricarica consente l'integrazione nelle smart grid.

### Modo 4
Il Modo 4 è una connessione attiva tra il veicolo e il sistema di ricarica a 600 V in corrente continua, comprensivo di messa a terra e sistema di controllo, con corrente massima di 400 A. La potenza di alimentazione in corrente alternata viene raddrizzata per la carica dal sistema di ricarica, che quindi risulta più complesso (e più costoso) di uno progettato per il Modo 3.

## Tipi di connettori
Lo standard IEC 61851 fa riferimento ai connettori elettrici industriali IEC 60309 per l'alimentazione elettrica dei modi che definisce. I connettori definiti dallo standard IEC 62196 sono invece progettati per l'uso nell'industria automobilistica. Nel giugno 2010 lo European Telecommunications Standards Institute (ETSI), il Comitato europeo di normazione (CEN) e il Comitato europeo di normazione elettrotecnica (CENELEC) hanno dato mandato alla Commissione europea di sviluppare uno standard europeo per i punti di ricarica dei veicoli elettrici. Il 13 ottobre 2011 è stato quindi pubblicato lo standard IEC 62196-2, il quale specifica quattro tipi di connettori elettrici.

### Tipo 1 – SAE J1772-2009 (Yazaki)

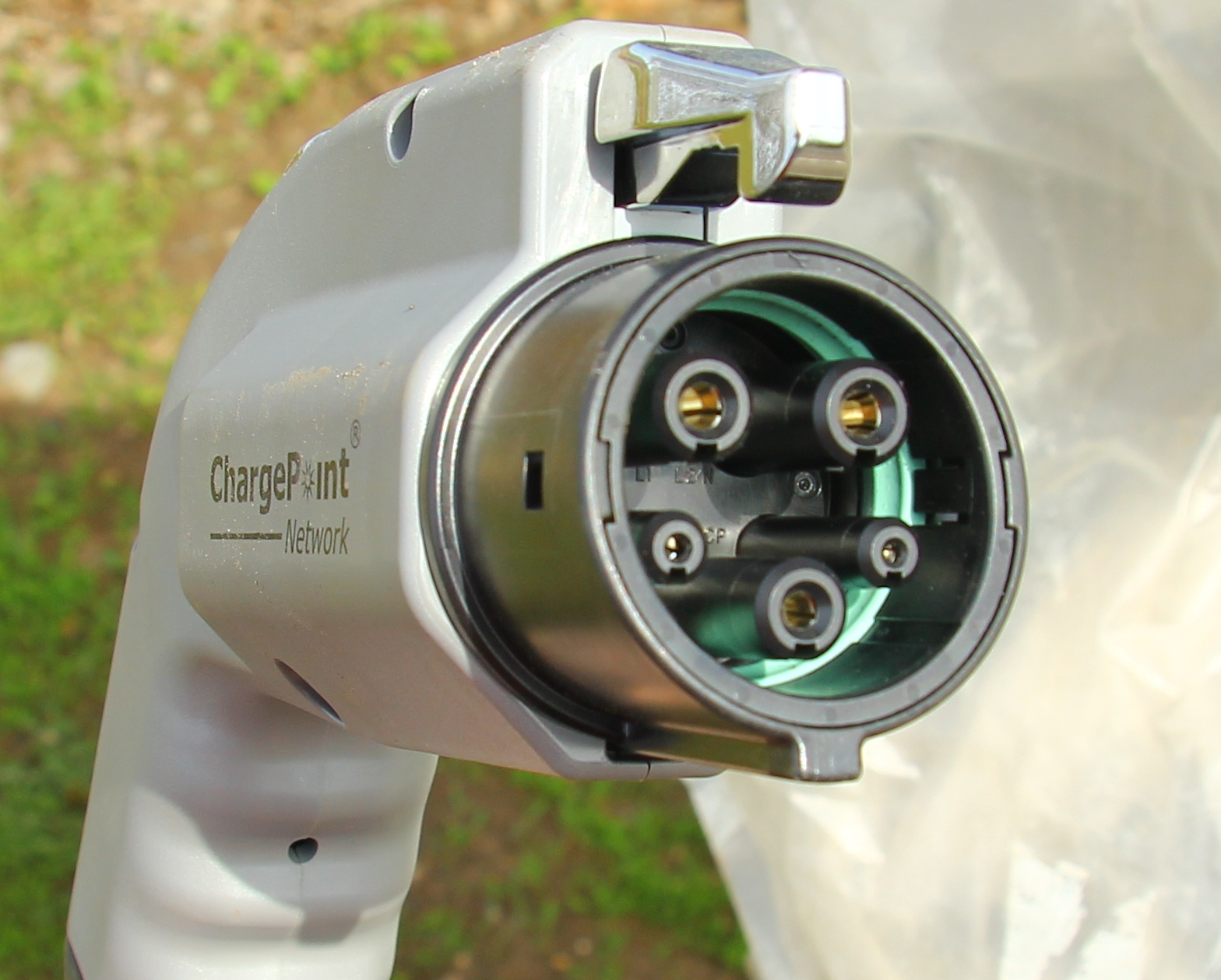
Il connettore IEC 62196 Tipo 1 (Yazaki).

Il connettore SAE J1772-2009, chiamato anche come connettore Yazaki (dal nome del produttore), è ampiamente diffuso sui veicoli elettrici in Nord America.
Nel 2001 la Society of Automotive Engineers (SAE) ha proposto un nuovo standard per la connessione elettrica che è stato poi approvato dal California Air Resources Board per l'uso nelle stazioni di ricarica dei veicoli elettrici. Nel 2009 è stata pubblicata una revisione dello standard SAE J1772 con una nuova presa, progettata dall'azienda giapponese Yazaki. Le specifiche di tale connettore, chiamato SAE J1772-2009, sono state inserite nello standard IEC 62196-2 come implementazione di un connettore Tipo 1 per la ricarica in corrente alternata monofase. Il connettore ha cinque contatti: due per l'alimentazione elettrica, uno per la terra e due per il segnale di controllo.
Lo standard originale SAE J1772-2009 stabilisce tensioni di alimentazione di 120 V a 12 A o 16 A e 240 V a 32 A o 80 A, nonostante le specifiche dello IEC 62196 Tipo 1 definiscano solo tensioni di 250 V a 32 A o 80 A (quest'ultima solo per gli Stati Uniti).

### Tipo 2 – VDE-AR-E 2623-2-2 (Mennekes)

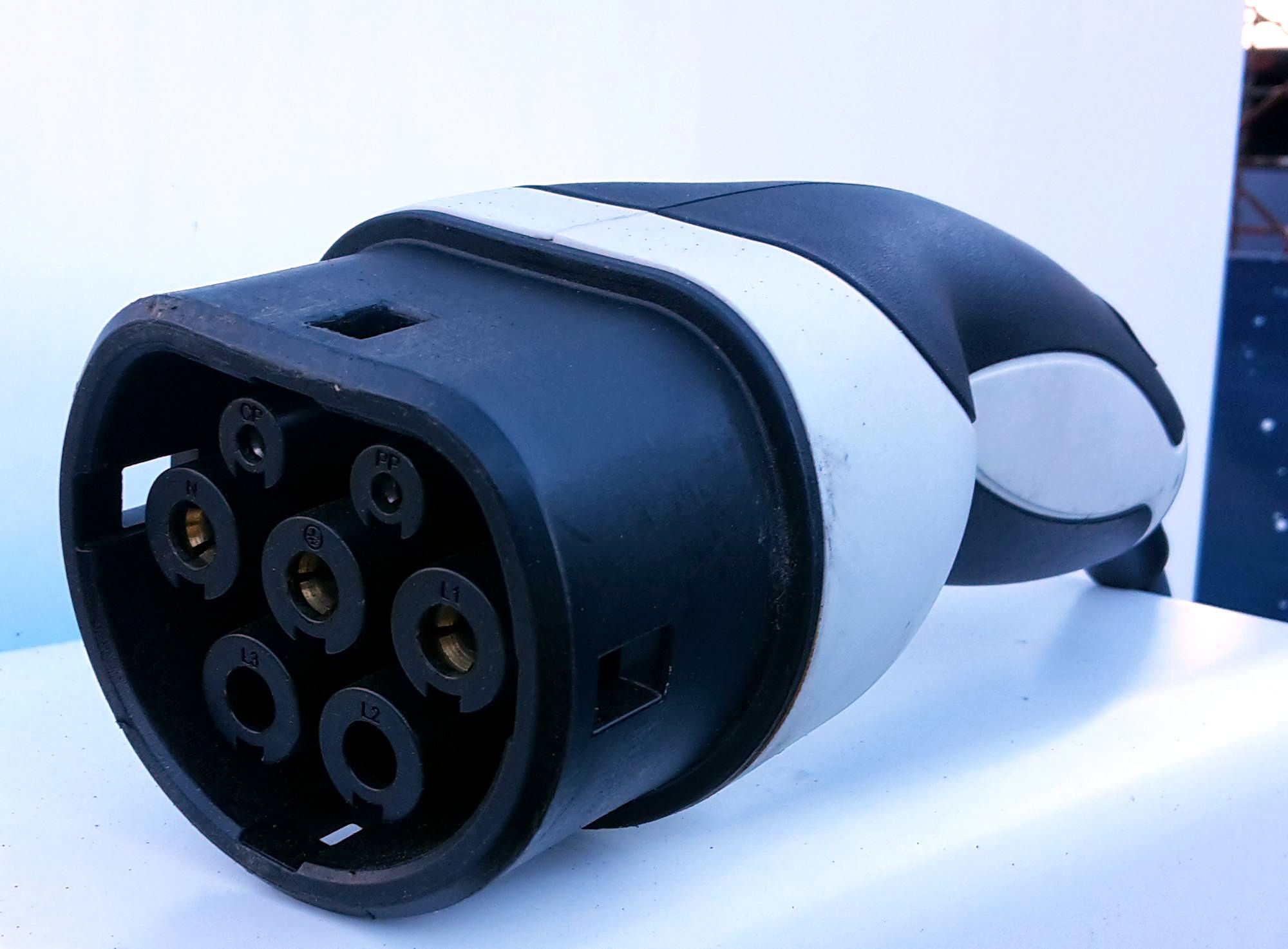
Il connettore IEC 62196 Tipo 2 (Mennekes).

L'azienda tedesca Mennekes ha sviluppato una serie di connettori basati sullo standard IEC 60309 a cui sono stati aggiunti alcuni contatti di segnale. Questi connettori, in uso dalla fine degli anni novanta, sono stati introdotti nello standard IEC 61851-1:2001 per la ricarica dei veicoli elettrici. In seguito Mennekes, con la collaborazione di Volkswagen, Daimler e RWE, ha sviluppato un nuovo connettore, presentato all'inizio del 2009, il quale è stato poi adottato da altre case automobilistiche europee. Questo connettore è stato sviluppato tenendo in considerazione fattori ergonomici: i connettori IEC 60309 si erano infatti rivelati troppo larghi per favorire una corretta impugnatura. Tuttavia, diversamente dal connettore Yazaki, non è presente un sistema di blocco, quindi gli utilizzatori non hanno un feedback per capire quando il connettore è inserito correttamente.
Il processo di standardizzazione del connettore è stato portato avanti dalla DKE/VDE e le specifiche sono state pubblicate nel novembre 2009 come VDE-AR-E 2623-2-2. In seguito il connettore è stato inserito nello standard IEC 62196-2 con il nome di Tipo 2.
Diversamente dalle prese IEC 60309, il connettore Mennekes ha un unico formato per correnti da 16 A monofase fino a 63 A trifase (3,7–43,5 kW) ma non copre tutti i livelli del Modo 3 delle specifiche IEC 62196.
Il gruppo automobilistico PSA ha criticato questo connettore per il suo costo elevato rispetto a quelli dello standard IEC 60309. Sono state eseguite delle prove in Francia e Regno Unito per valutare l'uso del connettore per esterno (connettore IEC 60309-2 blu, monofase 230 V 16 A) per l'alimentazione dei veicoli elettrici. Anche il connettore Tipo 3 sviluppato da un consorzio italo-francese ha un costo considerevolmente inferiore. Esiste poi una variante del Tipo 2 sviluppata in Cina e chiamata GB/T 20234.2-2011, che utilizza materiali più economici ma la corrente è limitata a 32 A.
L'Associazione dei costruttori europei di automobili (ACEA) ha deciso di usare il connettore Tipo 2 per lo sviluppo delle infrastrutture di ricarica nell'Unione europea. Nella prima fase l'ACEA raccomanda che le stazioni di ricarica pubbliche utilizzino il Tipo 2 Modo 3, mentre i sistemi di ricarica domestici possono utilizzare la classica presa domestica con il Modo 2. Nella seconda fase, attesa per dopo il 2017, si dovrà usare un unico connettore, che sarà scelto tra il Tipo 2 e il Tipo 3, entrambi con il Modo 3.
A partire dalla fine del 2010 le aziende elettriche Nuon Energy e RWE hanno cominciato a sviluppare una rete di punti di ricarica in alcuni paesi dell'Europa centrale (Austria, Belgio, Croazia, Germania, Paesi Bassi, Polonia, Slovenia, Svizzera, Ungheria) utilizzando un collegamento Tipo 2 Modo 3 che fa uso della rete elettrica trifase a 400 V utilizzata per alimentare le utenze domestiche.
Nel marzo 2011 l'ACEA ha pubblicato un documento dove raccomanda il Tipo 2 Modo 3 come standard unico per l'Unione europea da adottare entro il 2017. Anche la Commissione europea ha proposto l'uso del Tipo 2 come standard comune nel gennaio 2013 per porre fine alla frammentazione dei connettori di ricarica in Europa. Alcuni paesi richiedono però la presenza obbligatoria di un interruttore meccanico nei connettori elettrici, cosa di cui lo standard originale VDE era sprovvisto. Per superare questo problema, nel 2012 Mennekes ha proposto una modifica per introdurre un interruttore opzionale sulla presa, che è stato poi inserito nello standard Tipo 2 del CENELEC.

### Tipo 3 – EV Plug Alliance (Scame)
La EV Plug Alliance è stata istituita il 28 marzo 2010 dalle aziende francesi Schneider Electric e Legrand e dall'italiana Scame. Altre aziende si sono unite in seguito: Citelum, DBT, FCI, Gimélec, Gewiss, Leoni, Marechal Electric, Nexans, Radiall, Sagemcom, Tyco Electronics, Vimar, Weidmüller France e Yazaki Europe.
La EV Plug Alliance ha proposto un connettore per veicoli elettrici derivato da precedenti connettori sviluppati da Scame (la serie Libera) che sono già in uso su veicoli elettrici leggeri. Il nuovo connettore può erogare corrente trifase fino a 32 A ed è stato utilizzato in alcuni test per la Formula E. Questo connettore possiede degli interruttori sulla presa, obbligatori in 12 paesi europei, mentre nessun altro tipo li ha. Inoltre, la corrente massima di 32 A rende la presa più economica e riduce i costi di installazione. La EV Plug Alliance afferma che, poiché lo standard IEC 62196 non impone di avere lo stesso connettore a entrambe le estremità del cavo, il connettore Scame è particolarmente indicato per connettere il cavo con il caricatore, mentre gli altri tipi possono essere utilizzati per collegare il cavo con il veicolo elettrico.
Nel giugno 2010 l'ACEA ha escluso il connettore Tipo 1 in quanto non consente la ricarica trifase (che è diffusa in Europa e Cina, ma non in Giappone e Stati Uniti), senza però stabilire quale connettore debba essere adottato come standard in Europa tra il Tipo 2 e il Tipo 3. Il motivo di questa scelta è che il Modo 3 impone che la presa del caricatore non sia in tensione quando il veicolo non è collegato; l'interruttore previsto dal Tipo 3 non è stato però ritenuto sufficiente, in quanto, in caso di malfunzionamento dello stesso, non è possibile per il guidatore del veicolo accorgersi che la presa è in tensione. L'ACEA prevede inoltre di applicare il connettore Tipo 2 Modo 3 anche alle stazioni di ricarica domestiche, pur consentendo anche l'uso dei comuni connettori elettrici domestici, sempre in Modo 3.
Nel marzo 2011 l'ACEA ha raccomandato l'uso del Tipo 2 Modo 3 come standard unico europeo da adottare entro il 2017. I produttori di veicoli elettrici dovranno quindi equipaggiare i veicoli con prese Tipo 1 o Tipo 2, mentre le stazioni di ricarica con connettori Tipo 3 dovranno dotarsi di adattatori Tipo 2/Tipo 3 per la ricarica fino a 3,7 kW, mentre ricariche rapide – che richiedono potenze più alte – potranno essere effettuate utilizzando solamente connettori Tipo 2 o Combo 2.
La EV Plug Alliance ha proposto due connettori dotati di interruttori. Il Tipo 3A deriva dai precedenti connettori sviluppati dalla Scame per i motoveicoli elettrici (serie Libera), con l'aggiunta dei contatti previsti dallo standard IEC 62196, ed è indicato per la ricarica in corrente monofase. Il connettore Tipo 3C possiede due ulteriori contatti per la ricarica rapida in corrente trifase.
Nell'ottobre 2012 Mennekes ha introdotto un interruttore opzionale sul suo connettore Tipo 2, dichiarando che alcuni paesi avevano già scelto quel connettore nonostante nelle loro legislazioni vi fosse l'obbligo dell'interruttore nelle prese domestiche (Finlandia, Italia, Regno Unito, Spagna, Svezia), mentre solo la Francia aveva deciso di adottare il Tipo 3. L'interruttore Mennekes è inoltre protetto contro polvere, acqua e l'accesso umano (IP 54d). Dopo che la Commissione europea ha deciso di adottare il Tipo 2 come standard unico europeo nel gennaio 2013, la EV Plug Alliance ha chiesto che la variante del Tipo 2 con l'interruttore fosse inclusa nella direttiva su indicazione del Comitato europeo per i trasporti e il turismo. Il Comitato elettrotecnico italiano (CEI) ha testato il connettore Tipo 2 con interruttore (l'Italia è uno dei paesi dove l'interruttore è obbligatorio) e ne ha approvato insieme alla controparte tedesca la standardizzazione da parte del CENELEC.
In seguito all'adozione nell'UE del Tipo 2 con interruttore (denominato Tipo 2S), la EV Plug Alliance è stata chiusa e uno dei suoi fondatori, Schneider Electric, ha cominciato a produrre connettori Tipo 2S nel 2015. Le stazioni di ricarica costruite in Francia dopo il 2015 dispongono del solo connettore Tipo 2S e la Renault ha interrotto l'installazione del connettore Tipo 3 sui suoi veicoli elettrici. Lo standard IEC 62196-2 tuttavia riporta ancora ufficialmente le specifiche del connettore Tipo 3.

### Tipo 4 – JEVS G105-1993 (CHAdeMO)

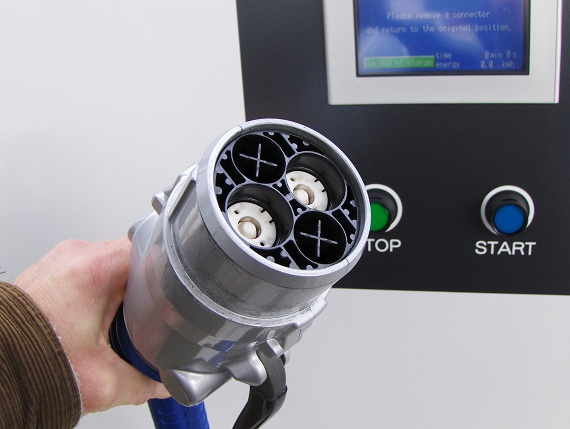
Il connettore IEC 62196 Tipo 4 (CHAdeMO).

Il connettore Tipo 4, noto anche con il nome commerciale di CHAdeMO, è utilizzato in Giappone e in alcuni paesi europei. Le sue specifiche sono definite dallo standard G105-1993 del Japan Automobile Research Institute (JARI).
A differenza degli altri connettori, il Tipo 4 utilizza il protocollo CAN-bus per la trasmissione dei segnali di controllo.